# Macrotrachela nana
Macrotrachela nana är en hjuldjursart som först beskrevs av David Bryce 1912.  Macrotrachela nana ingår i släktet Macrotrachela och familjen Philodinidae. Arten är reproducerande i Sverige.

## Underarter
Arten delas in i följande underarter:
- M. n. laticalcar
- M. n. laticeps
- M. n. ligulata
- M. n. nana